# Грб Гибралтара
Грб Гибралтара је званични хералдички симбол британске прекоморске територије, Гибралтара.
Краљица Изабела од Кастиље даровала је грб 10. јула 1502. године. То је најстарији грб у употреби у прекоморским територијама Уједињеног Краљевства и уникатан по томе да је једини из времена пре британске колонијалне администрације.
Грб се састоји из штита на коме се налази црвени замак са три куле на белој подлози са златним кључем који виси на средини црвеног дела позадине. Замак симболише гибралтарску тврђаву а кључ значај Гибралтара. Мото је Montis Insignia Calpe, што значи Штит стене Гибралтар.
Грб се разликује од печата Гибралтара, који је слика гибралтарске стене са бродом испред. Не постоје подаци о времену настанка тог мотива.
Од 1982, застава која представља грб користи се као Застава Гибралтара, а грб се такође појављује на застави гувернера Гибралтара.
Грб владе Гибралтара исти је као грб Уједињеног Краљевства уз додати штит који приказује грб Гибралтара.